# ماه عسل (فیلم ۱۳۷۱)
ماه عسل فیلمی به کارگردانی و نویسندگی حجت‌الله سیفی ساختهٔ سال ۱۳۷۱ است.

## خلاصه داستان
مهندس رادمنش پیرمردی تنها و ثروتمند، که همسرش را در یک سانحه از دست داده است. دو فرزندش در خارج از کشور زندگی می‌کنند. طبق پیش‌بینی پزشکان مرگ در انتظار رادمنش است. یکی از دوستان رادمنش به نام احمدی، با اطلاع از مرگ قریب‌الوقوع پیرمرد، دخترش پری را به عقد رادمنش درمی‌آورد تا پس از مرگ او ثروت و املاکش را تصاحب کند. رادمنش و همسر جوانش به شمال کشور می‌روند و پس از مدتی حال رادمنش بهبود می‌یابد. پری از این وضع نگران است. رادمنش برادر پری، بهروز را که در کار فیلم‌سازی است به ویلایش دعوت می‌کند. با آمدن بهروز به ویلا رادمنش ناپدید می‌شود و قایق خالی او را از دریا می‌گیرند. پلیس محلی بهروز و پری را دستگیر می‌کند. آن دو به قید ضمانت پدر و مادرشان آزاد می‌شوند و در مرافعه ای خانوادگی والدینشان را مقصر معرفی می‌کنند. رادمنش به واسطهٔ ماهیگیری محلی پری را می‌بیند و ثروتش را به او می‌بخشد و خود را سوار بر قایقی در دریای پر تلاطم در حالیکه دختر در بهت و حیرت است می‌سپارد.

## بازیگران
- جمشید مشایخی
- ولی شیراندامی
- رضا رویگری
- عباس محبوب
- حوریه جابرانصاری
- ملیحه اکبری
- مهوش وقاری
- حمید صفایی
- غلامرضا اصانلو
- رضا آقاربی
- فریدون کوچکیان
- رجبعلی ریوندی